# Bridget Phillipson
Pour les articles homonymes, voir Phillipson.
Bridget Maeve Phillipson (née le 19 décembre 1983) est une femme politique du parti travailliste britannique élue aux élections générales de 2010 comme député de Houghton et de Sunderland South. Elle est réélue en 2017 et 2019.

## Biographie
Elle fait ses études à l'école catholique St Robert of Newminster de Washington, Tyne and Wear, et étudie l'histoire moderne au Hertford College, Oxford. 
Elle rejoint le parti travailliste à l'âge de 15 ans. En 2003, elle est élue coprésidente du Oxford University Labour Club et en 2005, elle obtient un baccalauréat spécialisé en histoire moderne.
Entre 2007 et 2010 elle est directrice de Wearside Women in Need, un foyer pour les femmes victimes de violence domestique. 

## Carrière politique
Après être entrée au Parlement en 2010, à peine âgée de 26 ans, elle est nommée secrétaire privée parlementaire de Jim Murphy, alors secrétaire d'État fantôme de la Défense.
Entre octobre 2013 et septembre 2015, elle est whip de l'opposition à la Chambre des communes britannique.
Elle est élue à la commission des affaires intérieures en juillet 2010 et reste membre jusqu'en novembre 2013. Elle est membre du comité pour la loi relative à la réforme de la défense de 2014 et du comité de la procédure de juillet 2010 à octobre 2011.  Elle est également membre de la commission sur les élections depuis octobre 2010, ainsi que de la commission des normes et de la commission des privilèges depuis octobre 2017. Elle est ensuite membre du comité des comptes publics et du comité des textes réglementaires européens.
De 2010 à 2015, elle est secrétaire du groupe parlementaire multipartite sur la violence domestique et sexuelle qui publie le rapport « L'évolution du paysage des services de violence domestique et sexuelle » en février 2015. 
Lors du Référendum sur l'appartenance du Royaume-Uni à l'Union européenne, elle fait campagne pour rester dans l'UE. En 2018, elle est l'une des premières députés travaillistes à demander un référendum sur tout éventuel accord. 
Au sein du Parti travailliste, elle vote pour David Miliband au poste de chef en 2010, pour Yvette Cooper en 2015 et pour Owen Smith en 2016.
Le 5 juillet 2024, elle devient secrétaire d'État à l'Éducation puis également, le 8 juillet suivant, ministre des Femmes et des Égalités.